# Estación de Atlixco
Atlixco fue una estación de trenes que se encuentra en Atlixco, Puebla. Actualmente la estación se convirtió en el Barrio Smart de Atlixco.

## Historia
La estación perteneció al antiguo Ferrocarril Interoceánico. Fue edificada sobre la línea del Ferrocarril a Puebla a Matamoros, adquirido en 1892 por el Ferrocarril Interoceánico. El tramo de los Arcos a Atlixco se construyó entre 1880 y 1886 y el tramo de Atlixco a Matamoros se construyó entre 1887 y 1890.